# 문전신
문전신(門前神) 또는 문전(門前), 문신(門神)은 한국의 무속신앙에서 문을 수호하는 신이다. 문신 신앙은 제주도에서 가장 강하며 가장 많이 숭배되는 신 중 하나이다. 그러나 문신 신앙은 한반도에도 존재한다.

## 역사
한국사에 기록된 최초의 문신형 존재는 처용이다. 역사서 삼국유사에 따르면 처용은 아내와 성교를 하던 역병신을 물리치는데 성공했다. 역병신 퇴치 이후 통일신라 사람들은 역병을 물리치기 위해 처용의 초상화를 정문에 붙였다.
고려시대의 문신숭배는 도교의 영향을 많이 받았다. 예종 때 도교 신자들이 문신상을 만들었다고 기록되어 있다. 육지에서 가장 흔한 문신숭배의 하나인 문신에 그림이나 글을 붙이는 것은 도교에서 비롯된 것이다.

## 한반도의 문전신
한반도 본토의 문신숭배는 제주도의 문신숭배에 비해 매우 약하다. 문신숭배는 시골에서는 거의 전무하고, 서울과 인근 지역에서는 제한적인 형태로 나타난다. 대부분의 가신과 달리 문신은 시골보다 문신의 중요성이 월등히 높은 도시에서 주로 숭배되었다.
한반도에서는 문신이 부적이나 처용의 초상, 호랑이나 닭의 그림, 입춘대길의 서예 등을 모두 문에 붙인다고 믿었다. 면암집(勉庵集)』에는 제석날 대문 가운데 그림 대신에 ‘신도울루(神荼鬱壘)’의 4자(字)를 크게 써서 대문에 붙이기도 하였다고 적고 있다.궁중에서는 신도(神荼), 울루(鬱壘), 위지(尉遲)와 진숙보(秦叔寶) 그리고 갈(葛), 주(周) 장군을 문신(門神)으로 삼았으며, 세화(歲畵)로 수성선녀(壽星仙女), 직일장군(直日將軍), 종규(鐘馗), 귀두(鬼頭) 등을 대문에 붙였음을 적고 있다. 10월에 성주신을 모신 후 문신을 모셨으며, 예배는 문 앞에 막걸리를 뿌리고 떡을 놓을 정도로 아주 짧았다.

## 제주도의 문전신
그러나 제주도에서 문전신은 가장 큰 가신, 즉 가신이다. 한반도에서는 성주신(집의 신)이 가장 큰 가신이다. 그러나 제주도에는 성주신이 존재하지 않고 문신이 그 자리를 대신한다.
제주도에서 문신은 집에 들어가기 위해 항상 필요했기 때문에 문신은 집 전체를 보호하는 것으로 여겨진다. 그리하여 문신은 속담이 나올 정도로 경건하게 숭배되었다. "문신이 모르는 공사가 없다." 이 속담처럼 제주인들은 집에서 일어나는 모든 일을 문신에게 말했다.
제주인들은 두 문신으로 앞문의 신 일문신과 뒷문의 신 뒷문신을 믿는다. 그러나 뒷문신에 대한 의례는 없으며, '문신'은 대부분 일문신을 가리킨다.
문신에게 드리는 제사를 문전제라고 한다. 의례는 음력 1월에 행해지지만, 1월이 가능하지 않은 경우 음력 3월에 의례를 행할 수 있다. 문전제에서는 무당이 수탉을 제물로 바쳐 그 피를 문에 뿌리고 그 머리를 문에 묻었다.
문전은 종이 조각과 빨강, 파랑, 노랑 옷을 문에 걸어 놓은 것으로 여겨졌다. 연례 문전제에서는 낡은 띠를 새 것으로 교체했다. 이것을 '문전 입기'라고 했다. 이 의식은 문전에 과일과 물을 바치고 향을 피우고 문 앞에 무릎을 꿇고 나서야 할 수 있었다.
문전제의 마지막 부분에서 가족들은 다섯 가지 과일을 문전에 바쳤다. 과일은 유자, 사과, 배, 대추, 육두구였다. 제사 후 가족은 열매를 나누었다.
집을 나간 사람이 있을 때 집을 나간 사람은 새벽에 문전에 제사를 지내며 안전과 복을 기원한다.
결혼하는 동안 신혼부부들은 혼인식 때 쓰던 음식을 제물로 삼아 문전에 기도를 드렸다. 이 의식을 치르는 동안 돼지 머리, 포도주, 향이 필요했다. 의례가 끝난 후 제물로 바쳐진 음식은 지붕 위에 던져졌다.

## 신화에서
문전은 문전본풀이 신화에서 주인공으로 등장한다. 이 신화는 여산부인의 일곱째 아들이 어떻게 문신이 되었는지를 보여준다.
문신은 차사본풀이 신화에서도 부차적인 인물로 등장한다. 영웅 강림도령은 저승으로 향할 때 각기 다른 방향으로 향하는 아흔아홉 개의 길을 만난다. 문전이 나타나 강림도령에게 각 길의 이야기를 들려준다. 마지막으로 문전은 인간 강림도령이 갈 길을 강림도령에게 보여주고, 강림도령은 그 길을 따라 저승으로 간다.

## 같이 보기
- 문신 (중국)